# 亞瑟·塞西爾·庇古
阿瑟·赛斯尔·庇古（英語：Arthur Cecil Pigou，1877年11月18日－1959年3月7日），英国著名经济学家。身为剑桥大学经济系的教授以及剑桥学派创始人，庇古培养并影响了许多剑桥出身的经济学家。他们在日后大多成为全世界著名大学的经济系主任和领军人物。庇古的作品涵盖了经济学的众多领域，特别是在福利经济学方面着力最深。除此之外，他在商业周期、失业、公共财政、指数经济学以及对国民产出的度量方面都有着颇深的建树。他还影响着许多与他意见相左的著名经济学家。他们也常常以他的观点作为他们著名的批判性著作的基本出发点。庇古还曾兼任许多政府于公共职务，包括英格兰银行二战后的主要咨询机构Cunliffe Committee以及英国皇家所得税委员会。

## 早年生活和教育背景
庇古生于怀特岛的Rdye镇。他的父亲Clarence George Scott Pigou是一名军官，母亲Biddel Frances Sophia Lees是第三代准男爵John Lees爵士的女儿。他得到了一笔奖学金并就读于哈罗公学的Newlands学院。哈罗公学的经济学社团后来被命名为庇古社团以纪念他。1896年，庇古去了剑桥大学国王学院就读历史学 ，他的导师是Oscar Browning。在大学期间，他曾获得著名的英文诗校长奖以及亚当斯密奖。他的荣誉使得他在1890年当选为剑桥大学的学生社团主席并被永远记载在其名册上。在学习哲学与伦理学的过程中，庇古的兴趣逐渐转向经济学并从师于著名的经济学家阿尔弗雷德·马歇尔。后来，庇古继承了马歇尔在剑桥大学的经济学教席。他第一次申请国王学院的研究员职位但没有成功。

## 学术生涯
庇古于1901年起在剑桥大学教授经济学，并给二年级的学生讲高级经济学。他讲授的高级经济学后来成为剑桥大学之后三十年的经济学课程范本。在他早年的教学生涯中，他还教授了许多经济学以外的课程。他最终成功获得国王学院的研究员的职位并在1904年夏天得到了Girdler教席。之后庇古投身于对经济学基本理论的深入研究中，并发表了一系列后来成为他成名之作的论文。他早年的成就更多的偏向于哲学而不是经济学，比如他于1903年获得亚当·斯密奖的著名论文〈Principles and Methods of Industrial Peace〉。
1908年，庇古当选为剑桥大学马歇尔政治经济学教授。他拥有了这个教席直到1943年他退休。在他早年的重要决定中，他曾同意为约翰·梅纳德·凯恩斯的研究《概率论》提供了私人财政支持。庇古和凯恩斯一直保持了亲密的私人友情并相互敬重着对方，即使他们在学术上意见相左也没有影响他们私下的这种敬意。
迄今为止，庇古提出的外部性原理仍然在福利经济学特别是环境经济学中占据着不可动摇的主导地位。
除此之外，庇古在劳动力市场理论的研究为后来的经济学家奠定了不可忽视的基础工作。包括集体谈判、黏性价格、劳动力市场内生性、劳动力市场分割以及人力资本。
在他1949年的一系列讲座中，庇古对凯恩斯的理论进行了正面性但仍然苛刻的评价：“我必须说……凯恩斯提出了许多开创性的经济学理论与概念，这一点对现代经济学的发展起到了至关重要的作用。”之后他又说他对于凯恩斯的一些重要概念仍然感到相当的费解。

## 学术以外的生活
庇古是一个很有生活原则的人并在第一次世界大战的时候遇到了一些小问题。他曾经拒服兵役因为服兵役意味着去杀害别的生命。在战争期间，他平时一直待在剑桥，假期的时候在Friend’s Ambulance Unit担任救护车司机的志愿者工作并坚持主动要求承担最危险的工作。战争结束后，他曾不情愿的在英国贸易委员会任职，但是严重缺乏对这项工作的兴趣。
庇古也曾担任过一些政府于公共职务。他非常不情愿的成为Cunliffe委员会货币与外汇委员会的成员（1918-1919）；英国皇家委员会所得所委员会成员（1919-1920）；张伯伦货币委员会与英格兰银行Note Issues的主席（1924-1925）。在最后一个任职中，他的关于恢复金本位制度报告成为遭到严重批评的开端。庇古于1925年当选为英国国家学术院成员并于1947年辞职。在之后的岁月里他从政府公共事务中淡出，并把大部分精力投身于经济学学术研究本身以及为泰晤士报撰写了一些很有分量的文章评论时政问题。他曾经是美国文理科学院的名誉外籍会员，Accademia Nazioanle Dei Lincei的名誉外籍会员以及国际经济委员会的名誉会员。
庇古喜欢户外登山于攀岩。他介绍了他的许多朋友从事这项运动。这其中包括后来著名的登山运动员Wilfrid Noyce。1930年早年的一场疾病严重伤害了他的心脏，从此他的精力大不如前，使得他在余下的岁月中不得不减少登山活动直至完全停止。庇古在1943年从教授席位上退休，但仍然是国王学院的研究员直至他生命的结束。在退休后的岁月中，庇古逐渐变为一个隐居者，只是偶尔从他的房间走出来逛逛或者做一个专题讲座。

## 主要发表
- 《工业和平原理和方法》（1905）
- 《财富与福利》（1912）
- 《论失业问题》（1914）
- 《工业波动》（1927）
- 《公共财政研究》（1925，1956）
- 《失业理论》（1933）
- 《社会主义与资本主义的比较》（1937）
- 《静态经济学》（1935）
- 《就业与均衡》（1945）
- 《收入理论》（1946）
- 《凯恩斯“通论”的回顾》（1956）